# 77街車站 (IRT萊辛頓大道線)
77街車站（英語：77th Street station），又稱為「77街-萊諾克斯山醫院車站」（英語：77th Street – Lenox Hill Hospital station），是紐約地鐵IRT萊辛頓大道線一個慢車地鐵站，位於曼哈頓上東城萊辛頓大道與77街交界，設有4號線（僅深夜停站）、6號線（任何時候停站）列車服務，而繁忙時段的尖峰方向還有開行<6>列車。

## 車站結構
| Ground   | 街道層   | 出入口                                                                           |
| 月台層   | 側式月台 | 側式月台                                                                         |
| 月台層   | 北行慢車 | ← 往佩勒姆灣公園或帕克徹斯特 (86街) ← 深夜時往伍德羅恩 (86街)                    |
| 月台層   | 南行慢車 | → 往布魯克林大橋-市政府 (68街-亨特學院) → → 深夜時往新地段大道 (68街-亨特學院) → |
| 月台層   | 側式月台 |                                                                                  |
| 快車軌道 | 北行快車 | ← 不停靠                                                                         |
| 快車軌道 | 南行快車 | → 不停靠 →                                                                       |

此站設有兩個側式月台和兩條慢車軌道。萊辛頓大道線的快車軌道在車站下方通過，站內無法看見。
兩個月台都設有閘機和四條前往街道的樓梯。北行一側前往萊辛頓大道東側，而南行前往西側。車站不設跨線橋或下通道。
一些舊的牆壁照明在車站2003年翻新後仍然存在，但絕大多數都已經消失或掉落。兩個月台都設有下層快車軌道的緊急出口。

## 外部連結
- 维基共享资源上的相關多媒體資源：77街車站
- nycsubway.org—IRT East Side Line: 77th Street
- nycsubway.org — 4 Seasons Seasoned Artwork by Robert Kushner (2004)（页面存档备份，存于）
- Station Reporter — 4 Train
- Station Reporter — 6 Train
- MTA's Arts For Transit — 77th Street (IRT Lexington Avenue Line)
- 77th Street entrance from Google Maps Street View（页面存档备份，存于）
- Platforms from Google Maps Street View （页面存档备份，存于）